# سوپرجام فوتبال ایتالیا ۱۹۹۵
سوپر جام فوتبال ایتالیا ۱۹۹۵ (انگلیسی: 1995 Supercoppa Italiana) هشتمین دورهٔ مسابقهٔ سوپر جام فوتبال ایتالیا بود که بین قهرمان سری آ و نایب قهرمان جام حذفی فوتبال ایتالیا برگزار شد. با توجه به قهرمانی یوونتوس در هر دو مسابقات سری آ و جام حذفی، پارما به عنوان نایب قهرمان جام حذفی، در سوپر جام ایتالیا حضور داشت.
این دیدار در تاریخ ۱۷ ژانویه ۱۹۹۶ برگزار شد و یوونتوس به مقام قهرمانی دست یافت.

## تیم‌ها
- یوونتوس: قهرمان سری آ فصل ۹۵-۱۹۹۴
- پارما: نایب قهرمان جام حذفی ایتالیا فصل ۹۵-۱۹۹۴